# Синявський Олекса Наумович
Оле́кса Нау́мович Синя́вський (23 вересня (5 жовтня) 1887, с. Андріївка, Бердянський повіт, Таврійська губернія, Російська імперія (тепер Бердянський район Запорізька область, Україна) — 24 жовтня 1937, в'язниця НКВС СРСР, Київ, УРСР) — визначний український мовознавець і педагог, професор (1920), провідний діяч у нормуванні української літературної мови (1917—1933), фактичний редактор остаточного тексту «Українського правопису» (1927). Репресований.

## Життєпис
Народився 5 жовтня 1887 року на хуторі Андріївка (нині Бердянський район Запорізької області, Україна). Батьки були бідними селянами, злидарювали, дітей було семеро. У 14 років юнак покинув хутір і виїхав до Одеси.
У 1899 року закінчив початкову школу. Навчався в нижчій ремісничій школі та середній електротехнічній школі в Одесі (не закінчив). 1909 року екстерном закінчив гімназію (Тарту (Дорпат)). З 1909 — студент фізико-математичного факультету, з 1910 року — історично-філологічного факультету Харківського університету.
Брав участь в українському національному русі. 1914 року заарештований і висланий на два роки в Полтаву під нагляд поліції. Повернувшись до Харкова 1916 року, закінчив екстерном університет і отримав диплом 1-го ступеня. За праці «Опис говірки села Покровського» та «Звуки о і є в українській мові» його залишили на стажування в Харківському виші на катедрі слов’янської філології, але без стипендії. 
З осені 1917 до початку 1918 року працював управителем і учителем першої на Слобожанщині української гімназії, комісаром при Харківській шкільній окрузі (з грудня 1917 р.), головою Комісаріату у справах Харківської шкільної округи (квітень — вересень 1918 р.), викладав на курсах українську мову. Брав участь у видаванні часописів «Рідне Слово» й «Нова Громада», редагував українські підручники у видавництві «Союз». Був членом «Харківської шкільної громади».
Професор української мови Харківського інституту народної освіти (1920-1928), керував у ньому секцією української мови науково-дослідної кафедри мовознавства імені О. О. Потебні.
Член Комісії для впорядкування українського правопису при Наркомосі України (1925—1928; відредагував його кінцевий варіант). Працював членом-редактором Комісії для складання словника української живої мови ВУАН. З 1928 року очолював Діалектичну комісію ВУАН, з 1930 — завідувач відділу діалектології Інституту мовознавства ВУАН, де розробляв, зокрема, тему «Методологія соціальної діалектології». Одночасно (1932–1937) — професор Київського університету та Київського педагогічного інституту.
У 1937 року заарештований органами НКВС. Синявського звинуватили в націоналізмі, редагування петлюрівської газети, вербуванні учасників підпільної організації, зв’язках з націоналістами. Убитий у тюрмі 24 жовтня 1937 в Києві. Реабілітований у 1958 році, звинувачення були визнані безпідставними.

## Доробок

Олексій Синявський з дружиною Наталією Костянтинівною, донькою Галиною та сином Віктором (1930)

Автор численних праць із фонетики, граматики, діалектології, культури й історії української мови. У діалектології виступив за елементи фонологічного принципу проти суб'єктивізму епігонів молодограматизму (О. Брок, М. Йогансен та ін.). Ініціатор укладання словника мови Т. Шевченка. Його перу належать підручники й посібники для шкіл, вишів та самоосвіти, що популяризували норми літературної мови.
Книжка «Норми української літературної мови» (1941) стала вдалим синтезом як досліджень самого автора, так і тогочасних дискусій, що точилися довкола внормування української мови. Головним критерієм нормування для О. Синявського були внутрішні закони української мови. Праця мала на меті допомогти українцям вміло послуговуватися всім розмаїттям граматичних і стильових ресурсів рідної мови. Книга відзначається змістовністю, фаховістю, композиційною стрункістю. Складається з таких розділів: Літери і звуки; Звукозміни; Словозміна; Невідмінювані слова; Словотвір; Наголос; Ортоепія і правопис; Синтакса; Розділові знаки. Написана з глибокою лінгвістичною обізнаністю й великою спостережливістю, ця праця справила істотний вплив на зміцнення літературних норм, стала вихідним пунктом усіх пізніших академічних граматик та підручників для вишів.

## Ю.Шевельов про О.Синявського
У праці «Покоління двадцятих років в українському мовознавстві» Ю. Шевельов високо оцінює доробок О. Синявського. Хоч усю мовознавчу продукцію 1920-х років тривалий час уважали «націоналістично-шкідницькою», усе істотне з усталеного Синявським збереглося до сьогодні. «…У головному реґляментація, запроваджена Синявським, хоч і без імени її творця, лишилася. Це, може, найкращий доказ її тверезости, життєздатности й науковости. Бо вона справді була побудована на широкій аналізі, на тверезому оцінюванні, на синтезі. В її основі лежало не механічне відштовхування від чогось неприємного…, а самостійна, суверенна, власна традиція й тенденція розвитку української мови, зокрема літературної мови».
Серед визначних осіб, які найбільше вплинули на розвиток української літературної мови, Ю. Шевельов називає три прізвища: Тарас Шевченко, Борис Грінченко, Олекса Синявський. Останній «вніс у проблеми нормалізації глибоке знання, науковий досвід і методу не тільки відчуття тенденцій розвитку, а й розуміння їх».

## Праці

### Підручники, посібники
- «Короткий нарис української мови» (Х., 1918).
- «Порадник української мови» (Х., 1922).
- «Украинский язык» (Х., 1923; кілька видань).
- «Діалектологічний порадник. Програма для збирання діалектичних матеріалів з лівобережних монофтонгічних говорів української мови» (Х., 1924).
- «Найголовніші правила української мови (За новим правописом)». — 2-ге вид. (Х., 1929)..
- «Норми української літературної мови» (Х.-К., 1931).
- «Норми української літературної мови» Л., 1941.
- «Курс української мови» (підручник для педвишів; не опублікований).
- Норми української літературної мови / Олекса Синявський. — Харків ; Київ: Літ. і мистецтво, 1931. — 367 с.
- Культура українського слова. Зб. 1 / Н.-д. ін-т Т. Шевченка, Коміс. вивч. шевченкової мови; за ред. Ол-и Синявського. — Харків; Київ: Літ. і мистецтво, 1931. — 123 с.
- Про що співають кобзарі (Про українські історичні думи) / Видавництво ім. Бориса Грінченка. № 3. — Харьків: Друкарня С. А. Шмерковича, 1912. — 66 с.

### Статті
- Описание рукописей А. А. Потебни // Бюлетень редакційного комітету для видання творів О. О. Потебні. — № 1. — Х., 1922. — С. 86-92 (співавтор).
- Мова творів Гр. Сковороди // Червоний шлях. — 1924. — № 4-5. — С. 248—255.
- Дещо про Шевченкову мову. Спроба вияснити декотрі сумнівні моменти Шевченкової вимови // Україна. — 1925. — № 1-2. — С. 100—114.
- Украінський правопис // Вісти ВУЦВК. Додаток: «Культура і Побут», 1926, № 36, ст. 1—2.
- Фонетична контроверса // Записки Історично-філологічного відділу ВУАН. — Кн. 13-14. — 1927. — С. 264—276.
- З верховин нової літературної української мови (Про мову І. Котляревського) // Збірник історично-філологічного відділу ВУАН. — № 76-б. — Т. 2. — 1928. — С. 106—210.
- Потебня як дослідник української мови // Збірник Харківського інституту народної освіти. — Т. 3. — 1928. — С. 14—18.
- З української діалектології (Про фонематичний принцип у діалектології) // Український діалектологічний збірник. — Кн. 2. — 1929. — С. 231—273.
- Спроба звукової характеристики літературної української мови // Наукові записки Харківської науково-дослідної кафедри мовознавства. — Т. 2. — 1929. — С. 5—33.
- Елементи Шевченкової мови, їх походження й значення // Культура українського слова. — Збірник № 1. — 1931. — С. 7—51.
- На синтаксичні теми (З приводу орудного дієвої особи при переємних дієприкметниках) // Культура українського слова. — Збірник № 1. — 1931. — С. 85—91.
- Коротка історія «Українського правопису» // Культура українського слова. — Збірник № 1. — 1931. — С. 93—112.
- Принципи редагування мови й правопису Т. Шевченка та конкретні зразки. (Пропозиція) // Культура українського слова. — Збірник № 1. — 1931. — С. 116—124.
- Російсько-український словник ВУАН // На мовознавчому фронті. — Кн. 1. — 1931. — С. 57—66.
- Замітки про мову села Любеча на Чернігівщині // Мовознавство. — № 1. — 1934. — С. 91—97.

## Вшанування пам'яті
У Києві та Львові є вулиця Олекси Синявського.